# Koortsstuip
Een koortsstuip of koortsconvulsie (Engels: Febrile seizure, FS) is een aanval van stuipen (convulsie, verkramping en schokken door het gehele lichaam), veroorzaakt door koorts, vooral in de fase waarin de temperatuur snel stijgt. In de hersenen ontladen zich dan ongecontroleerd vele neuronen tegelijkertijd. Dit uit zich in een convulsie met trekkende bewegingen van armen en benen die vaak gepaard gaat met bewusteloosheid; de patiënt is niet aanspreekbaar. Dit kan enige seconden tot enkele minuten duren. De patiënt voelt tijdens de aanval geen pijn. Tijdens de aanval kunnen de ogen wegdraaien, er kan zich schuim vormen rond de mond en de patiënt kan fecaliën en urine verliezen door ongecontroleerde spierspanningen. De convulsies lijken op een insult (toeval), maar worden niet veroorzaakt door epilepsie.
Na afloop van een stuip komt de patiënt langzaam weer bij kennis, maar blijft vaak 10-30 minuten wel suf en heeft hoofdpijn. De hersenen zijn tijdens/na de aanval uitgeput.
Koortsstuipen komen voor bij 2 tot 5% van de kinderen op de leeftijd tussen de zes maanden en zes jaar, vooral rond de leeftijd van 1,5 jaar. In principe is een koortsstuip onschuldig, maar de aanleiding tot de koortsstuip hoeft dat niet te zijn; koorts ontstaat door ernstige en onschuldige infecties. De koortsstuipen en de hoogte van de koorts zeggen niets over de ernst van de infectie. De koortsstuip ontstaat aan het begin van de ziekte en kan dus ook het eerste symptoom ervan zijn. De stuip ontstaat niet zozeer door de hoogte van de koorts, maar veeleer door de snelheid van stijgen van de temperatuur. Dat maakt dat een kind kan zitten spelen, koude rillingen krijgt en stuipt, zonder dat van tevoren iets te merken was. Een koortsstuip is in ieder geval altijd reden voor een bezoek van of aan een (huis)arts, die kan onderzoeken waar de koorts door veroorzaakt is. Het kan bijvoorbeeld gaan om een flinke verkoudheid, een keel-, neus- of oorontsteking, een luchtweginfectie of longontsteking. De arts stuurt het kind voor nader onderzoek door naar een ziekenhuis als deze vermoedt dat de stuipen kunnen duiden op een hersenvliesontsteking, als de koortsstuipen anders dan gemiddeld verlopen of bij een tijdens dezelfde ziekte-episode herhaalde koortsstuip.

## Preventie
Het wordt niet aanbevolen om kinderen tijdens een koortsepisode preventief geneesmiddelen te geven zoals antipyretica, anti-epileptica en benzodiazepinen. Ook wordt afgeraden om tijdens een koortsepisode diazepam toe te dienen en om continue fenobarbital toe te dienen omdat er vaak ernstige ongewenste effecten zijn, hoewel het risico op terugkerende koortsstuipen hierdoor wel wordt verkleind.